# Scarodytes halensis
Scarodytes halensis ist ein Käfer aus der Familie der Schwimmkäfer (Dytiscidae).

## Merkmale
Der ovale Körper ist 4 bis 4,5 Millimeter lang. Die Oberseite ist gelbrot gefärbt. Auf den Flügeldecken befindet sich eine aus ineinander fließenden Längslinien bestehende schwarze Zeichnung. Bei Männchen ist die Unterseite vorwiegend schwarz gefärbt, bei Weibchen rotbraun.

## Vorkommen
Scarodytes halensis besiedelt Europa mit Ausnahme der nördlichsten Gebiete. Lebensraum der Art sind vor allem Stillgewässer, daneben ist sie aber auch in Bächen anzutreffen. Sie hält sich gern an seichten Stellen mit lehmigem oder kiesigem Grund auf.

## Lebensweise
Über die Lebensweise ist nur wenig bekannt.

## Belege
- Herbert W. Ludwig: Tiere und Pflanzen unserer Gewässer. BLV Verlagsgesellschaft, München 2003, ISBN 3-405-16487-7, S. 206.